# 茂兰瘰螈
茂兰瘰螈（学名：Paramesotriton maolanensis），一种分布于中华人民共和国贵州茂兰国家级自然保护区的两栖动物，隶属于蝾螈科瘰螈属。

## 形态特征
成年雄螈体长177.4～192毫米，成年雌螈体长197.4～207.8毫米，是瘰螈属中体型最大的一种。身体皮肤相对光滑，无颗粒状疣。背部枕骨到尾端具有一条浅黄色背鳍褶。通体呈棕黑色，腹部具有不规则橙红色大斑点和较小的黄色斑点。掌底部表面白皙。

## 发现
本种正模采集自贵州省荔波县境内的茂兰自然保护区。